# Wishpoosh
Wishpoosh, Čudovište iz mitologije Indijanaca Probušenih noseva.

## Mit
Prema Nez Percé Indijancima iz Washingtona, dabrovo čudovište Wishpoosh nije dopuštalo nikome da lovi ribu. Kad god bi netko došao do jezera u kojem je živio, uhvatio bi ribara svojim ogromnim pandžama i povukao ga na dno. Tako su Nez Percéi zamolili boga prevaranta Kojota za pomoć. Kojot je napravio golemo koplje s dugom, snažnom drškom i pričvrstio ga za zapešće lanenom uzicom. Zatim je otišao do jezera uloviti ribu.
Wishpoosh je zgrabio boga prevaranta, ali je primio udarac dugog koplja. Na dnu jezera Wishpoosh i Coyote toliko su se žestoko borili da su se okolne planine povukle. Kad je čudovište dabar pokušalo pobjeći nizvodno, Kojot ga je probo dovoljno snažno da ga nosi s njim. Njihova titanska borba proširila je rijeke, probila brda i stvorila goleme klance. Došavši do obale Tihog oceana, Wishpoosh je zaronio u valove, hvatao kitove i jeo ih kako bi obnovio svoju snagu, dok je Coyote zastao da se odmori. Lukavstvo i promjena pomogli su umornom prvaku. Pretvorio se u granu jele i otplutao do Wishpoosha, koji ga je nenamjerno progutao. Unutar želuca čudovišta dabra, Kojot se vratio u svoj životinjski oblik i oštrim nožem napao srce. Udarao je i udarao dok Wishpoosh nije bio mrtav.
Od golemog leša Kojot je stvorio novu rasu ljudi. Bili su to Indijanci sa sjeverozapadne obale i šuma: Chinook, Klickitat, Yakima i Nez Percé. Ono što je Kojot zaboravio učiniti u ovom naletu stvaranja bilo je dati ovim plemenima oči i usta. Kasnije je shvatio svoju pogrešku i ispravio je, ali njegov je nož postao toliko tup da je neka usta učinio iskrivljenima, a neka prevelikima. To objašnjava, kažu Nez Percé Indijanci, zašto su njihova usta ružna.